# Fanka (musique)
Pour les articles homonymes, voir Fanka.
 (mai 2013).
Si vous disposez d'ouvrages ou d'articles de référence ou si vous connaissez des sites web de qualité traitant du thème abordé ici, merci de compléter l'article en donnant les références utiles à sa vérifiabilité et en les liant à la section « Notes et références ».
Musique clandestine en Somalie au début du XXe siècle, le fanka devient réellement populaire à la fin des années 1940 avec l’arrivée de la radio introduite en Somalie par les Anglais.

## Sources
- Le Fanka